# Дамодарагупта
Дамодарагупта  — правитель держави Пізніх (Східни) Гуптів.

## Життєпис
Син Кумарагупти IV. Посів трон 560 року. Активно підтримував брагманів, беручи шлюби з представницями впливових брагманських родів та надаючи численні аграхари.
При ньому повновилася війна з державою Маукхарі, в якій 562 року Дамодарагупта зазнав поразки від магараджихіраджи Шарвавармана. За різними версіями загинув під час битви або його було вбито після неї. Владу перебрав син Магасенагупта, що втратив значну частину володінь, навіть в Маґадгі та визнав зверхність Шарвавармана.